# Anomala nycterina
Anomala nycterina är en skalbaggsart som beskrevs av Ohaus 1936. Anomala nycterina ingår i släktet Anomala och familjen Rutelidae. Inga underarter finns listade i Catalogue of Life.